# 간마쓰나촌
간마쓰나촌(神松名村)은 에히메현 니시우와군에 설치된 촌이다. 